# اوبریکه
اوبریکه (به اسپانیایی: Ubrique) یک شهرستان در اسپانیا است.

## خصوصیات
اوبریکه ۷۱ کیلومترمربع مساحت و ۱۷٬۳۶۲ نفر جمعیت دارد.